# ميشائيل تيتيه
ميشائيل تيتيه (بالإنجليزية: Michael Tetteh)‏ (16 يناير 1989 في غانا - ) هو لاعب كرة قدم غاني في مركز الدفاع. لعب مع سياتل ساوندرز وOrlando City SC (2010–2014) ‏ وFort Lauderdale Strikers (2006–2016) ‏.

## روابط خارجية
- ميشائيل تيتيه على موقع الدوري الأمريكي (الإنجليزية)
- ميشائيل تيتيه على موقع قاعدة بيانات كرة القدم.إي يو (الإنجليزية)